# Antonio Drove
Antonio Drove (Madrid, 1º novembre 1942 – Parigi, 24 settembre 2005) è stato un regista e sceneggiatore spagnolo.
Nel 1989 il suo film Il tunnel è stato candidato al Premio Goya per il miglior film.

## Filmografia come regista
- La primera comunión (1966)
- La caza de brujas (1967)
- Tocata y fuga de Lolita (1974)
- Mi mujer es muy decente, dentro de lo que cabe (1975)
- Nosotros que fuimos tan felices (1976)
- Nell'occhio della volpe (La verdad sobre el caso Savolta) (1980)
- Il tunnel (El túnel) (1987)